# Cole Young
Cole Matthew Young (* 7. Oktober 2002 in Powell, Ohio) ist ein US-amerikanischer Volleyballspieler.

## Karriere
Young begann seine Karriere an der Olentangy Liberty High School. Von 2021 bis 2025 studierte er an der Ohio State University und spielte in der Universitätsmannschaft Bucks. 2025 wurde der Mittelblocker vom deutschen Bundesligisten SVG Lüneburg verpflichtet.